# The Centurion (película)
Il conquistatore di Corinto (El Conquistador de Corinto, conocida también como El Centurión) es una película de coproducción internacional francesa e italiana del año 1961. Es una obra histórica desarrollada en el año 146 A.C. en Grecia.  Con la Batalla de Corinto de contexto, esta película está centrada en una historia de amor entre un centurión romano llamado Caius Vinicius y Hebe, la hija de un gobernador local con sentimientos anti romanos.
Esta película estuvo dirigida por el italiano Mario Costa.

## Reparto
La película contó con las siguientes participaciones:
- Jacques Sernas como  Caius Vinicius.
- John Drew Barrymore como  Diaeus.
- Geneviève Grad como Hebe.
- Gianna Maria Canale como Artemide.
- Gordon Mitchell como Quintus Caecilius Metellus Macedonicus.
- Gianni Santuccio como  Critolaus.
- Ivano Staccioli como Hippolytus.
- Nando Tamberlani como  Callicrates.
- Gianni Solaro como  Ambassadeur.
- Andrea Fantasia como  Lucius Quintus.
- José Jaspe como El Traidor.
- Franco Fantasia como  Anteo.
- Miranda Campa como Cinzia.
- Dina De Santis como  Chimene.
- Adriano Micantoni como  Kerone.
- Vassili Karis como Egeo.
- Adriana Vianello  como  Cleo.
- Milena Vukotic como Criado de Artemide.
- Ignazio Balsamo como   Geôlier.
- Luciano Pigozzi como Mensajero de Corinto.
- Nerio Bernardi como  Ciudadano rico de Corinto.
- Nino Marchetti como Ciudadano de Corinto.